# Siebenarmiges Schwert
Das Siebenarmige Schwert (jap. 七支刀, Kyujitai: 七枝刀, Nanatsusaya no Tachi, Onyomi-Lesung auch Shichishitō, kor. Hangeul: 칠지도 Chiljido) ist ein 74,9 cm langes Eisenschwert mit je drei an beiden Seiten der Klinge ansetzenden Spitzen. Gemäß dem Nihongi hat das koreanische Königreich Baekje im Jahr 372 n. Chr. das Schwert zusammen mit einem Spiegel an Japan überreicht. Die Inschrift besagt, dass es ein Zeichen für die guten Beziehungen, des Bündnisses der beiden Länder sei. Das Schwert wurde 1953 zum Nationalschatz (Kategorie: Archäologische Materialien) deklariert und befindet sich, für die Öffentlichkeit nicht zugänglich, im Isonokami-Schrein in der Präfektur Nara. Nachbildungen des Schwertes werden in Museen in Japan wie Korea gezeigt.

## Überblick
Die Klinge des Schwertes ist 65,5 cm lang, das Griffstück (Tsuka) weitere 9,4 cm. Das Griffstück ist am Ende abgebrochen. Das Schwert wurde als Zeremonialschwert aus Eisen geschmiedet. Das Schwert wurde seit dem Altertum im Isonokami-Schrein aufbewahrt. Erst 1870 wurden die von Rost verdeckten Inschriften vom Shintō-Priester Masatomo Kan wiederentdeckt. Die Inschriften, die aus 60 Schriftzeichen bestehen, befinden sich als Einlegearbeiten aus Gold auf beiden Klingenseiten. Etliche Wissenschaftler haben sich seit der Wiederentdeckung um die Entzifferung und Interpretation der Inschriften bemüht.
Die archäologische und geschichtliche Forschung leitet gegenwärtig aus der Interpretation der Inschrift ab, dass das Schwert wahrscheinlich zur Zeit der östlichen Jin-Dynastie gefertigt wurde. Dazu werden die beiden Schriftzeichen 泰和 als Äraname Taìhé (chinesisch 太和 – „große Harmonie“) 366–371 des Kaisers Jin Feidi verstanden. Zudem nimmt man an, dass es sich bei dem sieben-armigen Schwert um das im Nihongi erwähnte Nanatsusaya no Tachi handelt.
Das Schwert ist als historisches Dokument auch deshalb bedeutsam, weil es ein freundschaftliches Bündnis zwischen Baekje und der japanischen Wa-Konföderation belegt, das mit dem Entstehungsdatum des Schwertes 369 n. Chr. in das gleiche Jahr fällt, in dem nach dem Samguk Sagi, der „Chronik der Drei Königreiche“, eine militärische Auseinandersetzung zwischen Baekje und Goguryeo auf der koreanischen Halbinsel begann.

## Inschriften
Die Inschriften des Schwertes lauten wie folgt (schwarze Kästchen ■ stehen für unleserliche Zeichen):
Vorderseite: 

「泰■四年十(一)月十六日丙午正陽造百錬(銕)七支刀(出)辟百兵宜供供候王■■■■作」

„Am Mittag des sechzehnten Tages des elften Monats im vierten Jahr ■ wurde das Nanatsusaya no Tachi hundertfach geschmiedet. Es vermag hundert Feinde abzuwehren und wird zum Gebrauch [als Geschenk] gesandt dem König. Hergestellt von ■ oder es gereiche ■ zum Vorteil“

Rückseite: 

「先世以來未有此刀百濟王世(子)奇生聖音故爲倭王旨造傳示後世」

„Nie zuvor gab es solch ein Schwert. Der Kronprinz des Königs von Baekje, geboren unter dem Schutz der Götter, ließ es fertigen für den König von Wa [= Japan], hoffend es möge an künftige Generationen weitergegeben werden.“

Die ersten vier Schriftzeichen der Vorderseite werden als Jahresangabe viertes Jahr der Ära Taiwa verstanden. Dazu wird nach Auffassung etwa des Historikers Kōsaku Hamada u. a. das unleserlich zweite Schriftzeichen mit dem ersten Zeichen 泰 zur Ärabezeichnung 泰和 (chinesisch 太和, Pinyin Taìhé) ergänzt. Das vierte Jahr dieser Ära entspricht dem Jahr 369 nach dem Gregorianischen Kalender.